# Conselve
Conselve ist eine italienische Gemeinde (comune) mit 10.012 Einwohnern (Stand 31. Dezember 2023) in der Provinz Padua in Venetien. Die Gemeinde liegt etwa 19 Kilometer südlich von Padua in der Ebene des Etsch. 

## Geschichte

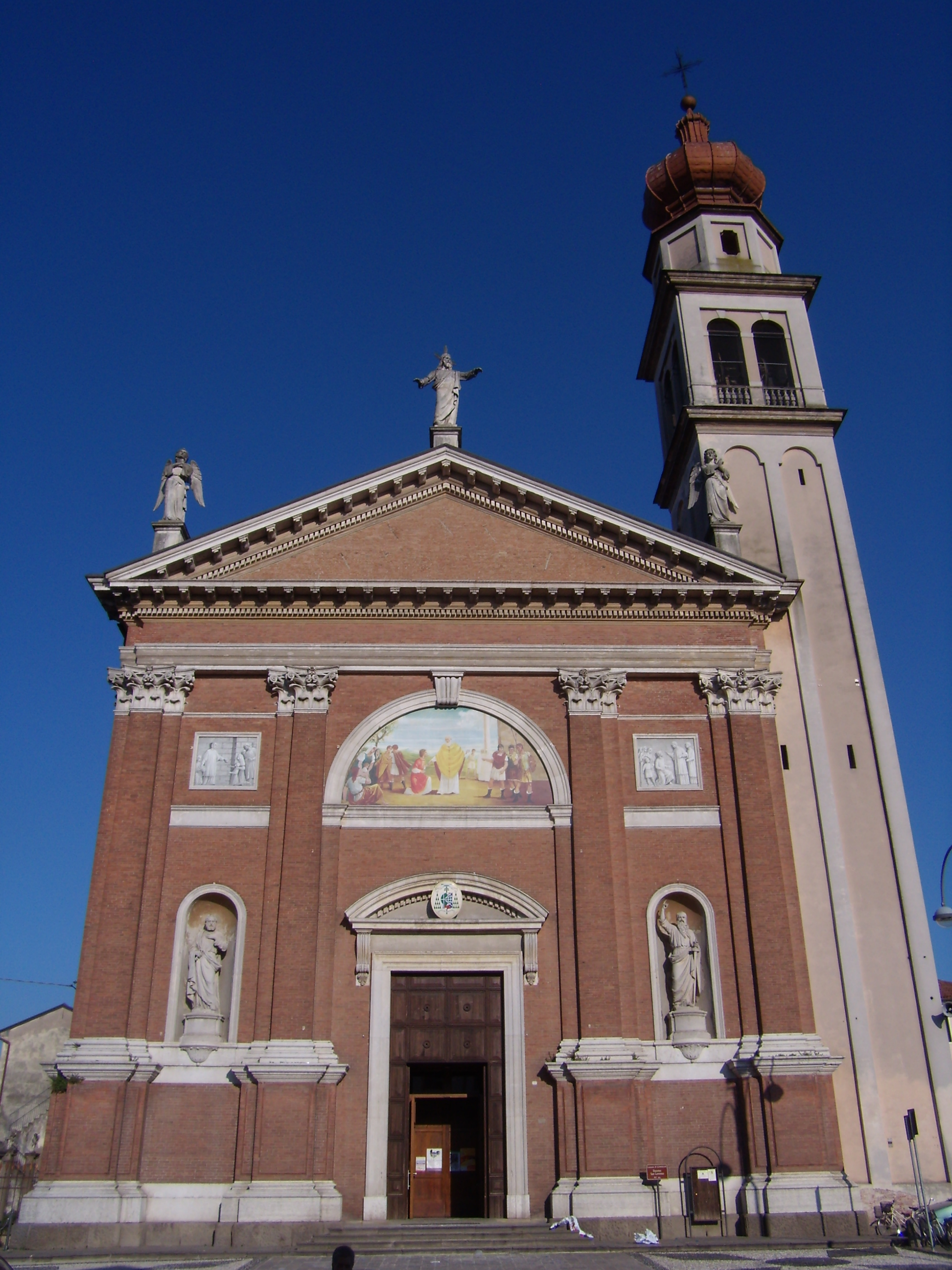
Kathedrale von San Lorenzo

Die Ortschaft Conselve wird 954 erstmals als Caput Silvae bzw. Caput Silvis erwähnt. 1944 fand hier eine Vergeltungsaktion der SS statt, bei der zahlreiche Einwohner Conselves Opfer wurden.

## Gemeindepartnerschaften
Conselve unterhält Partnerschaften mit der französischen Gemeinde Torcy im Département Saône-et-Loire und mit der ungarischen Stadt Jászberény im Komitat Jász-Nagykun-Szolnok.

## Persönlichkeiten
- Nazzareno Berto (* 1957), Radrennfahrer
- Giorgio Pantano (* 1979), Automobilrennfahrer, in Conselve aufgewachsen

## Militär
In Conselve befinden sich Fernmeldeeinrichtungen der NATO.